# Brouwerij Het Damberd (Lo)

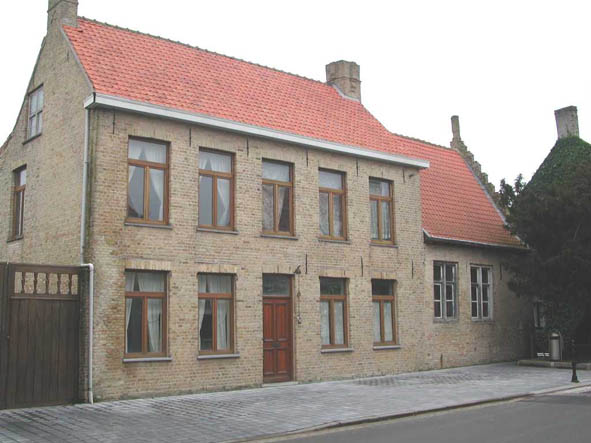
Het herenhuis anno 2003

Brouwerij Het Damberd is een voormalige brouwerij gelegen in de Hogebrugstraat in de Belgische plaats Lo.

## Geschiedenis
In 1449 was er al een vermelding van de brouwerij dat in de 17e-eeuws grondig werd verbouw tot de huidige omvang.
De brouwerij is mee als stadszicht opgenomen bij de bescherming in 1994.

## Gebouw
Het herenhuis uit de 19e eeuw is een dubbelhuis bestaande uit vijf traveeën en heeft twee bouwlagen met een zadeldak. Boven de voordeur is door zandstralen in het glas "BROUWERIJ 'T DAMBERD" geschreven. De achterdeur bevat zo het brouwersembleem. De achterbouw heeft een aansluitend lessenaarsdak. Links van het huis was een korfboogpoort die reeds werd afgebroken.
Aan de rechterzijde is aansluitend een brouwerijgebouw waarvan de tussengevel tot de 17e eeuw teruggaat. De schuren op het binnenplein dateert uit de 19e eeuw en heeft een zadeldak. 